# The Story of Us
"The Story of Us" är en låt skriven och framförd av amerikanska sångerskan och låtskrivaren Taylor Swift. Låten gavs ut den 19 april 2011 som fjärde singel från Swifts tredje studioalbum Speak Now. Den producerades av Swift tillsammans med Nathan Chapman, och innehåller tydliga spår av poprock. Enligt Swift handlar låten om att stöta på ett av sina ex offentligt.

## Bakgrund
I en intervju med Yahoo! Music Blogger berättade Swift följande om låten: "Det var den sista låten jag skrev till albumet eftersom det inträffade så nyligen. Det var efter en gala och det hade hänt så mycket mellan mig och en viss kille. Jag tror att vi båda hade så mycket att säga men vi satt sex platser ifrån varandra och hade ett tyst krig." Det spekulerades först om att låten handlade om Joe Jonas som hon skrev "Forever & Always" till. Dock bekräftade hon senare att den här låten och "Dear John" var skrivna för samma person, därför trodde många att den handlade om John Mayer. Swift har inte yttrat sig om det är sant eller falskt.
I en intervju med USA Today tillade Swift "Jag ville bara säga till honom 'Dödar det här dig? För det här dödar mig.' Men jag gjorde inte det. Både han och jag hade osynliga sköldar uppe." Hon sa senare "Jag gick hem och satt vid köksbordet och sa till min mamma 'Det kändes som att jag stod ensam i ett fullsatt rum.' Därefter sprang jag till mitt sovrum som hon har sett mig göra flera gånger tidigare och antog att jag hade kommit på en ny mening till låten. Och det hade jag. Det var dessutom den sista låten jag skrev till albumet eftersom jag visste att det var färdigt då."

## Listframgångar
Efter utgivningen av Speak Now debuterade "The Story of Us" på plats 41 på Billboard Hot 100. I och med denna placering fick Swift 10 debuterande låtar på Billboard Hot 100 på en och samma vecka. Med låten "Mine" inräknad hade Swift totalt 11 låtar på topplistan en hel vecka. Samma vecka debuterade även "The Story of Us" på nr 70 på Canadian Hot 100. Låten har även uppnått plats 15 på Belgian Tip Singles Chart (Flanders).

## Låtlista
- Promo CD-singel

1. "The Story of Us" (Radio Edit) – 3:36

- US Limited Edition CD single

1. "The Story of Us" – 4:25

## Topplistor
| Lista (2010–11)           | Topplacering |
| ------------------------- | ------------ |
| Australien (ARIA Charts)  | 39           |
| Belgien (Flandern)        | 15           |
| Kanada (Canadian Hot 100) | 70           |
| Ungern (Mahasz)           | 33           |
| USA (Adult Top 40)        | 31           |
| USA (Adult Contemporary)  | 23           |
| USA (Pop Songs)           | 21           |
| USA (Billboard Hot 100)   | 41           |